# جائزة فرنسا الكبرى 1938
جائزة فرنسا الكبرى 1938 هو سباق فورمولا 1 أقيم بتاريخ 3 يوليو 1938 في رانس، فرنسا. كان الأول من أصل 4 في بطولة العالم لسباقات الفورمولا واحد موسم 1938.